# Pseudodiaptomus pauliani
Pseudodiaptomus pauliani is een eenoogkreeftjessoort uit de familie van de Pseudodiaptomidae. De wetenschappelijke naam van de soort is voor het eerst geldig gepubliceerd in 1951 door Brehm.